# Альбигойцы

Окситанский крест — символ, ассоциируемый с альбигойцами. Для них крест являлся географическим, а не религиозным символом.

Альбигойцы (лат. Albigenses, фр. Albigeois) — религиозное христианское дуалистическое движение, существовавшее в Лангедоке (на юге современной Франции) в XII—XIII веках и уничтоженное католической инквизицией вследствие Альбигойских войн. В XIII веке бежавшие в Италию предводители движения предпринимали попытки возродить своё учение в Лангедоке, но они были пресечены инквизицией. Последние альбигойцы исчезли не позднее середины XIV века. Альбигойство являлось одной из ветвей катаров. Основным отличием альбигойцев от остальных катаров была их приверженность абсолютному дуализму, то есть они не были монотеистами, веря в существование двух независимых богов. Это вероучение (лат. Ordo Drugonthiae) они восприняли от Константинопольской богомильской церкви в 1167 году. Альбигойцы имели организованную религиозную структуру и собственную священную иерархию, созданную по образцу православных автокефальных церквей. Центрами альбигойских «церквей» (лат. ecclesia) были города Альби, Тулуза, Каркассон и/или Валь-д'Аран, или Ажен.

## Термин
Своё название альбигойцы получили от города Альби, где находился один из центров движения (хотя на самом деле центр движения, скорее, располагался в Тулузе, а не в Альби). Термином «альбигойцы» (лат. albigenses) упомянутым в четвёртом правиле Турского собора 1163 года, обозначены все религиозные сообщества епископства Альби, которые с точки зрения католической церкви являлись «еретическими», без различия конкретных религиозных движений. В дальнейшем термин чаще использовался как синоним слова «катары», либо для обозначения катаров, живших на юге Франции. Иногда термин используется и для обозначения вальденсов.
Во французской историографии, начиная со второй половины XX века, термин «альбигойцы» заменяется термином «катары», что связано с подъёмом окситанского национализма.

## История
Согласно традиционной точке зрения, возникновение катаризма в Европе связано с крестоносцами, познакомившимися с дуалистским учением богомилов в Константинополе. Общины, которые можно отнести к катарским, начали появляться одновременно во Франции и в Германии в 1140-х годах. В житии католического святого Бернарда Клервосского сказано, что в 1145 году он столкнулся с «арианской ересью» в окрестностях Тулузы. В 1147 году упоминаются «еретики» в Перигоре. Распространению движения на юге Франции способствовала проповедь в 20-30-х годах XII века бывшего католического священника Петра из Брюи, выступавшего за уничтожение церквей и сожжение крестов. К 1170-х годах катары смогли закрепиться в Южной Франции и создали своё подобие церковной иерархии.
Ключевую роль в становлении альбигойской иерархии сыграл поп Никита, руководитель Константинопольской богомильской церкви. Поп Никита известен тем, что принял радикальную дуалистическую доктрину Ordo Drugonthiae от Драговицкой церкви. В 1165—1177-х годах он предпринимает поездку в Западную Европу для проповеди среди катаров. Обнаружив, что они являются приверженцами умеренного дуализма Ordo Bulgaria, Никита не признаёт их консоламентум. Он заново совершает консоламентум «совершенных» и поставление катарских «епископов». Пройдя территорией Ломбардии (Северной Италии), Никита прибывает в Лангедок, где в 1167 году проводится катарский собор в замке Сен-Феликс-де-Караман. Основной целью собрания было получения консоламентума от «папы» Никиты. В собрании приняли участие:
- Робер д’Эпернон, епископ Церкви Франции[к. 2]
- Сикар Селлерье, епископ Церкви Альби
- Марк, епископ Церкви Ломбардии[к. 3]
- Бернар Раймон, епископ Церкви Тулузы
- Гиро Мерсье, епископ Церкви Каркасона
- Раймон де Кальзас, епископ Церкви Валь-д’Аран[к. 4].

Обратившись к Церкви Тулузы, поп Никита заявил, что устройство новой церкви должно быть такое же как и в Семи церквей Азии, то есть они не должны вмешиваться в дела друг друга. В качестве примера он также перечисляет пять балканских богомильских церквей: Римская (Константинопольская), Драговицкая, Меленгийская, Болгарская и Далмацийская. В дальнейшем итальянские катары раскололись на почве споров между радикальными и умеренными дуалистами, в то время как южнофранцузские альбигойцы остались приверженцами двоебожия.
Переломный момент в истории альбигойцев наступил в 1208 году. До этого времени альбигойцам покровительствовали графы Тулузы, разрешая их учению свободно распространяться по своим владениям. Это привлекло внимание папы римского Иннокентия III, посылавшего в Тулузу своих легатов. Несмотря на уговоры папы, граф Раймунд VI отказался идти на уступки. В 1207 году папа поставил апостольским легатом и инквизитором Петра из Кастельно. Последний отлучил Раймунда за потворствование «еретикам» и наложил интердикт на Лангедок. В январе 1208 года Пётр был убит, предположительно при участии Раймунда и альбигойцев. Убийство дипломата стало причиной объявления в марте того же года крестового похода простив Раймунда и «еретиков» Лангедока, вошедшего в историю как Альбигойский крестовый поход. Военная кампания имела катастрофические последствия для региона. Крестоносцы, представлявшие политические интересы французской короны, уничтожали население без разбора их религиозной принадлежности. Последствием крестового похода, завершившегося в 1229 году, стало не полное уничтожение альбигойцев, а опустошение региона и подчинение его власти французского короля. Тем не менее, благодаря усилиям инквизиции и новых феодалов альбигойство было полностью искоренено к концу XIII века.

## Вероучение
Альбигойцы были частью катарского движения и разделяли с ними общую обрядность и внешние проявления. В то же время, главной особенностью альбигойства было исповедование дуализма в его радикальной (двоебожнической) форме, которое они восприняли от греческих богомилов. Это вероучение называют драговицким по названию Драговицкой богомильской церкви. Драговицкая церковь, в свою очередь, приняла его от павликиан. Польский историк Пётр Чарнецкий утверждает, что не сохранилось непосредственного описания Драговицкой доктрины, но её можно реконструировать, опираясь на французские источники XII—XIII веков, описывающие учение альбигойцев. Основную мысль учения он формулирует так:

… согласно этой доктрине, существуют два изначальных и одинаково сильных бога — света и тьмы. Добрый бог света сотворил ангелов и души, одним словом — весь духовный мир, а злой бог тьмы — всё то, что материально и временно. Затем Люцифер, сын бога тьмы, приняв вид ангела света, отправился на небеса, где склонил ангелов доброго бога к телесному греху. Добрый бог, желая наказать ангелов, восстал против них и сбросил их с неба на сотворённою злым богом землю, где они оказались заперты в материальных телах.
Оригинальный текст (пол.)… w myśl tej doktryny istnieje dwóch odwiecznych i równie potężnych bogów – światła i ciemności. Dobry bóg światła stworzył aniołów i dusze – słowem: cały świat duchowy, zaś zły bóg ciemności – wszystko to, co materialne i czasowe. Następnie Lucyfer – syn boga ciemności – przybierając postać anioła światła, udał się do nieba, gdzie nakłonił aniołów dobrego boga do grzechu cielesnego. Dobry bóg, chcąc ukarać aniołów, powstał przeciwko nim i wyrzucił ich z nieba na stworzoną przez złego boga ziemię, gdzie zostali oni zamknięci w ciałach materialnych.

## Альтернативные теории
Во второй половине XX — начале XXI веков получила распространение ревизионистская теория, согласно которой альбигойцы и катары являлись религиозными диссидентами и предвестниками Реформации. Радикальные сторонники этой теории отвергают существование катарской дуалистической доктрины, а также связи катаров с богомилами. Поскольку не существует никаких источников, подтверждающих эту теорию, свои работы они посвящают не реконструкции катарских религиозных воззрений, а критике и опровержению сохранившихся документов. По этой причине их называют «деконструкционистами». Главным аргументом деконструкционизма является отсутствие сохранившихся источников о катарах, которые не были бы связаны с Римско-католической церковью. Умеренные деконструкционисты не отвергают само существование дуалистической «ереси», но всячески пытаются преуменьшить её значение в катарском движении и отрицают её восточное богомильское происхождение. По их мнению, катарский дуализм возник в результате собственной интерпретации Евангелия на Западе, а связь с богомилами была мистифицирована католиками для дискредитации катаров. Противники деконструкционистских теорий обращают внимание на хорошо документированную связь катаров с богомилами начиная с XII века, то есть с самого начала существования катаризма, а также на наличие свидетельств о конфликтах между катарами на почве разных форм дуализма. Так в одной только Италии существовали шесть разных движений, а на территории современной Франции два — альбигойцы и умеренные дуалисты.

## В культуре
- Альбигойцам и крестовому походу против них посвящены романы французского поэта, писателя и эзотерика Мориса Магра «Кровь Тулузы» (Le Sang de Toulouse, 1931) и «Сокровище альбигойцев» (Le Trésor des Albigeois, 1938). В отличие от других авторов, Магр не только воспроизводит историческую панораму событий первой четверти XIII века на юге Франции, но и анализирует гностические и манихейские корни синкретического религиозно-философского учения катаров, впитавшего, по его мнению, в себя элементы кельтской традиции — под влиянием друидов, якобы скрывшихся некогда в Пиренеях от церковных гонений. Также, по утверждениям Магра, немало заимствовали катары, особенно в доктринальном и теогоническом аспектах, от индуизма и буддизма, семена которых могли занести в Лангедок странствующие тибетские монахи.
- Вокруг осады Монсегюра крестоносцами завязывается сюжет детективного романа российского и советского писателя Еремея Парнова «Ларец Марии Медичи» (1972), в основе которого лежат многолетние поиски мифического «сокровища» катаров. В 1980 году роман был экранизирован режиссёром Рудольфом Фрунтовым на киностудии «Мосфильм».
- Сюжеты, связанные с учением катаров и преследованиями их католической церковью, лежат в основе сюжета историко-фантастических романов российской писательницы Е. В. Хаецкой «Жизнь и смерть Арнаута Каталана» (1997), «Бертран из Лангедока» (2001), «Дама Тулуза» (2003) и др.
- Преданиям и легендам, связанным с катарами и альбигойскими войнами, посвящены детективные романы британской писательницы Кейт Мосс[англ.] «Лабиринт»[англ.] (2005), «Гробница»[англ.] (2007) и «Цитадель» (2012), составившие т. н. «Лангедокскую трилогию». Первый из них был экранизирован в 2012 году британским режиссёром Кристофером Смитом совместно с немецкими и южноафриканскими кинематографистами.

## Комментарии
1. ↑  Смесь христианского крещения, рукоположения и монашеского пострига.
2. ↑  Современной Северной Франции.
3. ↑  Современной Италии.
4. ↑  Согласно популярной версии, Ecclesia Aranensis является неверной записью Ecclesia Agenensis. В таком случае его церковь находилась в Ажене, а не в Валь-д’Аран.
5. ↑  Решения собрания в Сен-Феликсе известны по единственному источнику. Часть историков сомневается в его достоверности.